# Rouvroy-en-Santerre
Pour les articles homonymes, voir Rouvroy.
Rouvroy-en-Santerre est une commune française située dans le département de la Somme, en région Hauts-de-France.

## Géographie

### Localisation
Le village est situé entre Amiens et Noyon, proche de l'autoroute A1 et au nord-ouest de Roye.

#### Communes limitrophes
Les communes limitrophes sont  Bouchoir, Folies, Fouquescourt, Méharicourt, Parvillers-le-Quesnoy et Warvillers.

### Géologie et relief
La superficie de la commune est de 7,35 km2 ; son altitude varie de 87  à   103 mètres.

### Hydrographie
La commune est située dans le bassin Artois-Picardie. Elle n'est drainée par aucun cours d'eau.

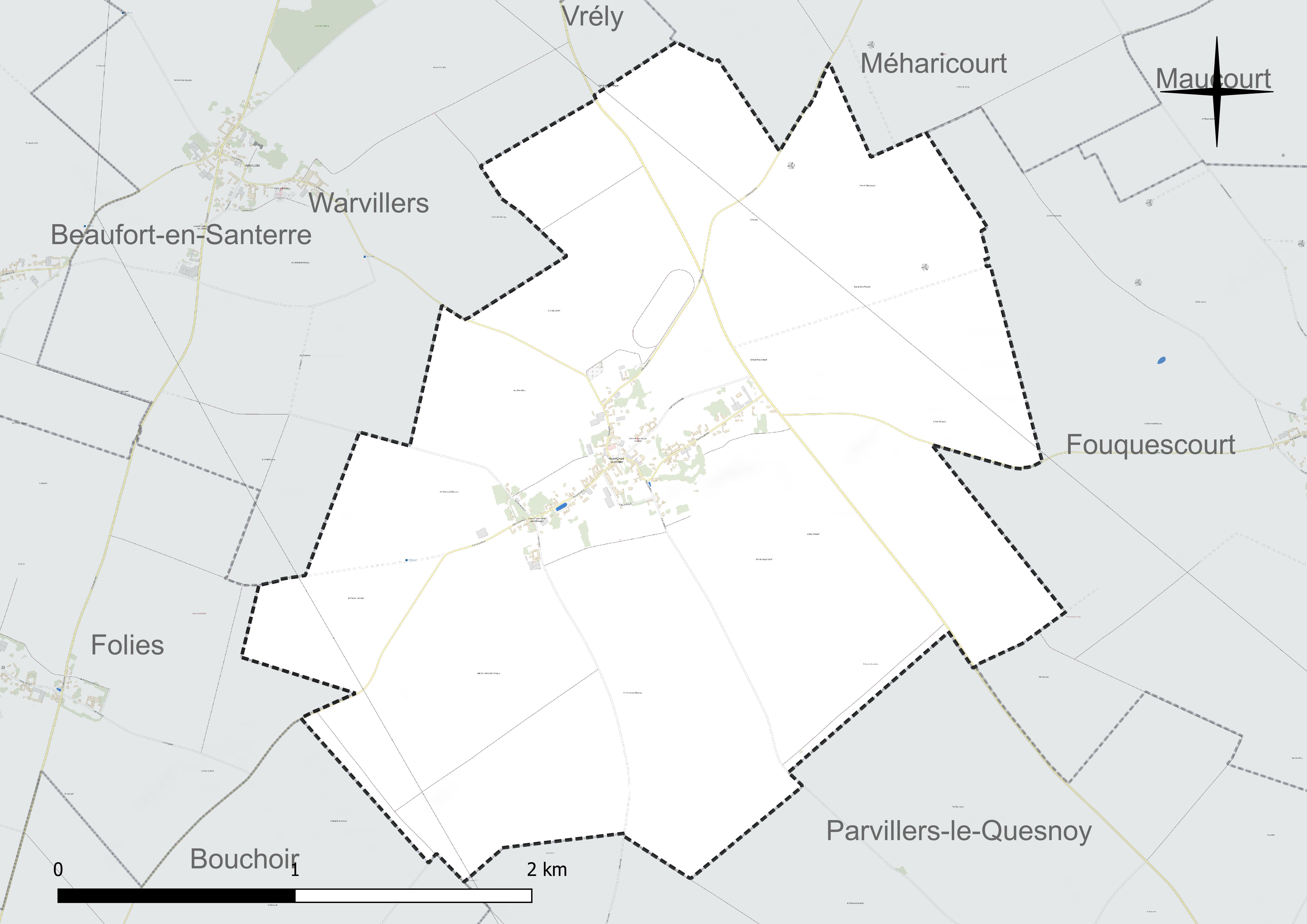
Réseau hydrographique de Rouvroy-en-Santerre.

### Climat
Pour des articles plus généraux, voir Climat des Hauts-de-France et Climat de la Somme.
En 2010, le climat de la commune est de type climat océanique dégradé des plaines du Centre et du Nord, selon une étude du CNRS s'appuyant sur une série de données couvrant la période 1971-2000. En 2020, Météo-France publie une typologie des climats de la France métropolitaine dans laquelle la commune est exposée à un climat océanique et est dans la région climatique Nord-est du bassin Parisien, caractérisée par un ensoleillement médiocre, une pluviométrie moyenne régulièrement répartie au cours de l'année et un hiver froid (3 °C).
Pour la période 1971-2000, la température annuelle moyenne est de 10,3 °C, avec une amplitude thermique annuelle de 14,2 °C. Le cumul annuel moyen de précipitations est de 733 mm, avec 11,7 jours de précipitations en janvier et 8,7 jours en juillet. Pour la période 1991-2020, la température moyenne annuelle observée sur la station météorologique installée sur la commune est de 10,8 °C et le cumul annuel moyen de précipitations est de 635,8 mm,. Pour l'avenir, les paramètres climatiques de la commune estimés pour 2050 selon différents scénarios d'émission de gaz à effet de serre sont consultables sur un site dédié publié par Météo-France en novembre 2022.
| Mois                                  | jan.           | fév.           | mars           | avril         | mai             | juin          | jui.          | août          | sep.          | oct.          | nov.            | déc.           | année      |
| ------------------------------------- | -------------- | -------------- | -------------- | ------------- | --------------- | ------------- | ------------- | ------------- | ------------- | ------------- | --------------- | -------------- | ---------- |
| Température minimale moyenne (°C)     | 1,4            | 1,7            | 3,1            | 4,4           | 8               | 10,6          | 12,3          | 12,3          | 9,8           | 7,5           | 4,1             | 2              | 6,4        |
| Température moyenne (°C)              | 3,8            | 4,6            | 7,2            | 9,8           | 13,3            | 16,2          | 18,3          | 18,4          | 15,1          | 11,5          | 7,1             | 4,4            | 10,8       |
| Température maximale moyenne (°C)     | 6,2            | 7,5            | 11,2           | 15,2          | 18,5            | 21,8          | 24,3          | 24,4          | 20,5          | 15,6          | 10,1            | 6,7            | 15,2       |
| Record de froid (°C) date du record   | −17,5 07.01.09 | −11,6 12.02.12 | −12,5 13.03.13 | −4,8 08.04.03 | −2,3 05.05.1996 | 2,2 05.06.12  | 2,8 03.07.11  | 3,7 02.08.15  | −0,9 25.09.03 | −6,1 24.10.03 | −9,2 24.11.1998 | −14,4 18.12.10 | −17,5 2009 |
| Record de chaleur (°C) date du record | 14,9 09.01.15  | 18 24.02.21    | 24,4 31.03.21  | 27,2 15.04.07 | 30,2 27.05.05   | 35,3 18.06.22 | 41,6 25.07.19 | 39,1 12.08.03 | 34,2 09.09.23 | 28,1 01.10.11 | 19,9 06.11.18   | 16,2 07.12.00  | 41,6 2019  |
| Précipitations (mm)                   | 45,6           | 43             | 44,1           | 39,4          | 61,3            | 55,3          | 63,8          | 62,4          | 45,1          | 58,1          | 52,4            | 65,3           | 635,8      |

## Urbanisme

### Typologie
Au 1er janvier 2024, Rouvroy-en-Santerre est catégorisée commune rurale à habitat dispersé, selon la nouvelle grille communale de densité à sept niveaux définie par l'Insee en 2022.
Elle est située hors unité urbaine. Par ailleurs la commune fait partie de l'aire d'attraction d'Amiens, dont elle est une commune de la couronne,. Cette aire, qui regroupe 369 communes, est catégorisée dans les aires de 200 000 à moins de 700 000 habitants,.

### Occupation des sols

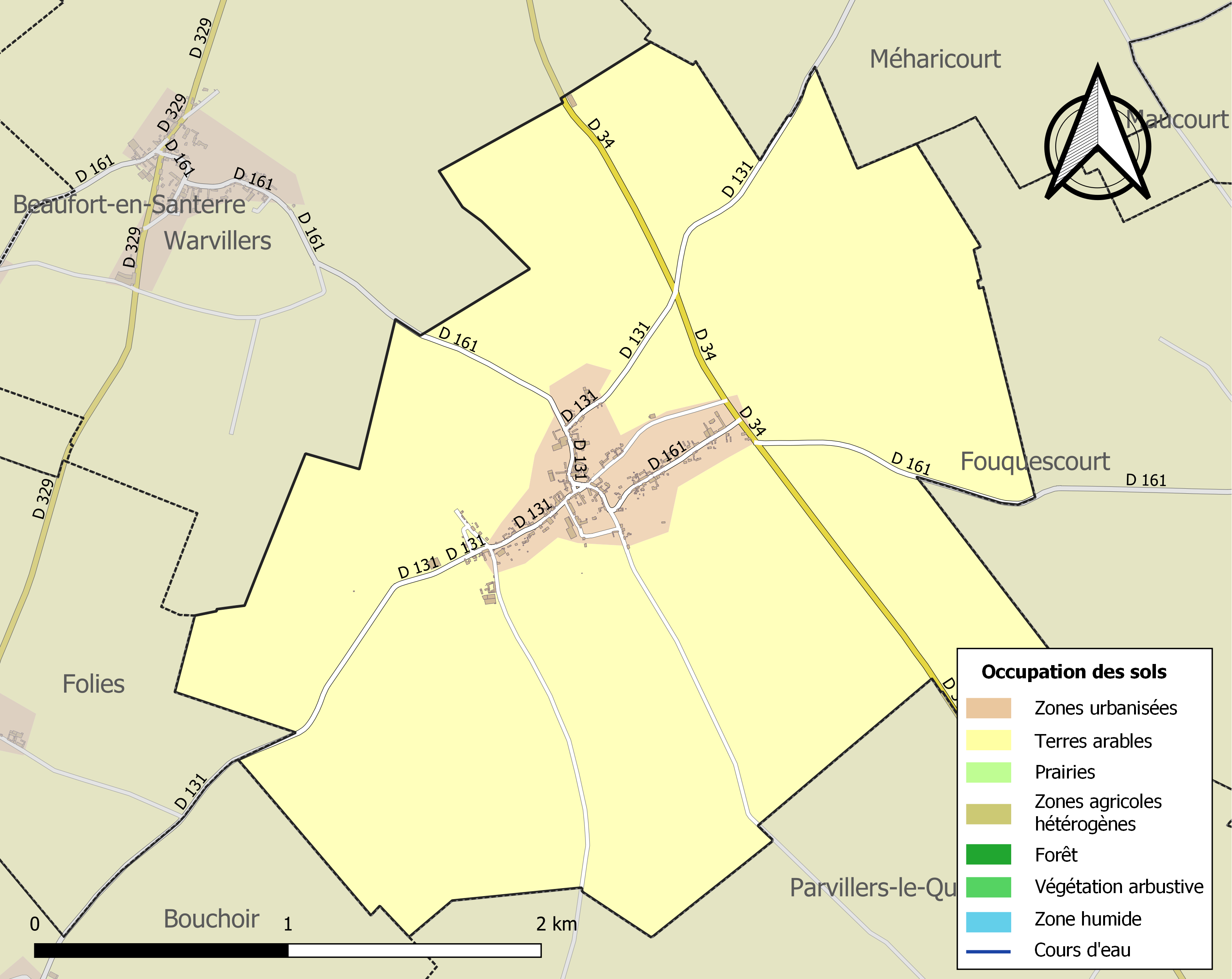
Carte des infrastructures et de l'occupation des sols de la commune en 2018 (CLC).

L'occupation des sols de la commune, telle qu'elle ressort de la base de données européenne d'occupation biophysique des sols Corine Land Cover (CLC), est marquée par l'importance des territoires agricoles (94,4 % en 2018), une proportion sensiblement équivalente à celle de 1990 (94,7 %). La répartition détaillée en 2018 est la suivante : 
terres arables (94,4 %), zones urbanisées (5,6 %). L'évolution de l'occupation des sols de la commune et de ses infrastructures peut être observée sur les différentes représentations cartographiques du territoire : la carte de Cassini (XVIIIe siècle), la carte d'état-major (1820-1866) et les cartes ou photos aériennes de l'IGN pour la période actuelle (1950 à aujourd'hui).

### Habitat et logement
En 2020, le nombre total de logements dans la commune était de 101, alors qu'il était de 97 en 2015 et de 100 en 2010.
Parmi ces logements, 84,2 % étaient des résidences principales, 4 % des résidences secondaires et 11,9 % des logements vacants. Ces logements étaient pour 99 % d'entre eux des maisons individuelles et pour 0 % des appartements.
Le tableau ci-dessous présente la typologie des logements à Rouvroy-en-Santerre en 2020 en comparaison avec celle de la Somme et de la France entière. Une caractéristique marquante du parc de logements est ainsi la faible proportion des résidences secondaires et logements occasionnels (4 %) par rapport au département (8,4 %) et à la France entière (9,7 %).
| Typologie                                               | Rouvroy-en-Santerre | Somme | France entière |
| ------------------------------------------------------- | ------------------- | ----- | -------------- |
| Résidences principales (en %)                           | 84,2                | 83,2  | 82,1           |
| Résidences secondaires et logements occasionnels (en %) | 4                   | 8,4   | 9,7            |
| Logements vacants (en %)                                | 11,9                | 8,4   | 8,2            |

## Toponymie
Le nom de la localité est attesté sous les formes Rovroi (1199-1257) ; Rovray (1257) ; Roboretum (1301) ; Rouveroy (1301) ; Rouvroy (1301) ; Rouveroy-en-Santers (1390) ; Rouveroy-en-Santerre (1705) ; Rouvray (1710) ; Rouvroi-en-Santerre (1733) ; Rouvroy-en-Santerre (1725) ; Rouvrois (17..) ; Rouvroy-le-Merle….
De l'oïl rouvroi « lieu où croissent des rouvres, genre de chêne », variante plutôt orientale et picarde de rouvrai, plus répandu à l'ouest (voir Quesnoy).
La commune, instituée lors de la Révolution française sous le nom de Rouvroy, est renommée en 1961 Rouvroy-en-Santerre.
Le Santerre est une région naturelle située au cœur de la Picardie, et de l'actuelle région Hauts-de-France.

## Histoire
Durant l'Ancien Régime, Rouvroy est le chef-lieu d'un doyenné de même nom, dépendant du Grand Archidiaconé du diocèse d'Amiens.
Rouvroy-en-Santerre est située dans la zone des combats de la Première Guerre mondiale,.
La commune a été décorée de la Croix de guerre 1914-1918 le 30 octobre 1920.

## Politique et administration

### Rattachements administratifs et électoraux

#### Rattachements administratifs
La commune se trouvait de 1793 à 2016 dans l'arrondissement de Montdidier du département de la Somme. Par arrêté préfectoral du 27 décembre 2016, la commune en est détachée le 1er janvier 2017 pour intégrer l'arrondissement de Péronne
Elle faisait partie depuis 1793 du canton de Rosières-en-Santerre. Dans le cadre du redécoupage cantonal de 2014 en France, cette circonscription administrative territoriale a disparu, et le canton n'est plus qu'une circonscription électorale.

#### Rattachements électoraux
Pour les élections départementales, la commune fait partie depuis 2014 du canton de Moreuil.
Pour l'élection des députés, elle fait partie depuis 1958 de la cinquième circonscription de la Somme.

### Intercommunalité
La commune faisait partie de la communauté de communes du Santerre créée le 31 décembre 1993.
Dans le cadre des dispositions de la loi portant nouvelle organisation territoriale de la République du 7 août 2015, qui prévoit que les établissements publics de coopération intercommunale (EPCI) à fiscalité propre doivent avoir un minimum de 15 000 habitants, la préfète de la Somme propose en octobre 2015 un projet de nouveau schéma départemental de coopération intercommunale (SDCI) qui prévoit la réduction de 28 à 16 du nombre des intercommunalités à fiscalité propre du département.
Le projet préfectoral prévoit la « fusion des communautés de communes de Haute Picardie et du Santerre », le nouvel ensemble de 17 954 habitants regroupant 46 communes,,. À la suite de l'avis favorable de la commission départementale de coopération intercommunale en janvier 2016, la préfecture sollicite l'avis formel des conseils municipaux et communautaires concernés en vue de la mise en œuvre de la fusion le 1er janvier 2017.
Cette procédure aboutit à la création au 1er janvier 2017 de la communauté de communes Terre de Picardie, dont la commune est désormais membre.

### Liste des maires
| Période                                  | Période                        | Identité             | Étiquette | Qualité                                |
| ---------------------------------------- | ------------------------------ | -------------------- | --------- | -------------------------------------- |
| Les données manquantes sont à compléter. |                                |                      |           |                                        |
| avant 1981                               |                                | Philippe Delignières | DVD       |                                        |
| Les données manquantes sont à compléter. |                                |                      |           |                                        |
| 1996                                     | mai 2020                       | Louis Broquet        |           |                                        |
| mai 2020                                 | 2021                           | Mathilde Delignières |           | Professeure ou profession scientifique |
| octobre 2021                             | En cours (au 30 novembre 2023) | Jérôme Broquet       |           | Agriculteur                            |

## Population et société

### Démographie
L'évolution du nombre d'habitants est connue à travers les recensements de la population effectués dans la commune depuis 1793. Pour les communes de moins de 10 000 habitants, une enquête de recensement portant sur toute la population est réalisée tous les cinq ans, les populations de référence des années intermédiaires étant quant à elles estimées par interpolation ou extrapolation. Pour la commune, le premier recensement exhaustif entrant dans le cadre du nouveau dispositif a été réalisé en 2005.

En 2022, la commune comptait 209 habitants, en évolution de −0,95 % par rapport à 2016 (Somme : −1,26 %, France hors Mayotte : +2,11 %).
| 1793 | 1800 | 1806 | 1821 | 1831 | 1836 | 1841 | 1846 | 1851 |
| ---- | ---- | ---- | ---- | ---- | ---- | ---- | ---- | ---- |
| 752  | 802  | 814  | 752  | 801  | 834  | 826  | 801  | 776  |

| 1856 | 1861 | 1866 | 1872 | 1876 | 1881 | 1886 | 1891 | 1896 |
| ---- | ---- | ---- | ---- | ---- | ---- | ---- | ---- | ---- |
| 690  | 695  | 659  | 623  | 568  | 503  | 484  | 458  | 468  |

| 1901 | 1906 | 1911 | 1921 | 1926 | 1931 | 1936 | 1946 | 1954 |
| ---- | ---- | ---- | ---- | ---- | ---- | ---- | ---- | ---- |
| 440  | 411  | 366  | 226  | 281  | 269  | 251  | 251  | 276  |

| 1962 | 1968 | 1975 | 1982 | 1990 | 1999 | 2005 | 2006 | 2010 |
| ---- | ---- | ---- | ---- | ---- | ---- | ---- | ---- | ---- |
| 241  | 210  | 172  | 172  | 185  | 218  | 214  | 210  | 198  |

| 2015 | 2020 | 2022 | - | - | - | - | - | - |
| ---- | ---- | ---- | - | - | - | - | - | - |
| 209  | 213  | 209  | - | - | - | - | - | - |

## Culture locale et patrimoine

### Lieux et monuments
- Église Saint-Martin[32], détruite pendant la Première Guerre mondiale et reconstruite dans l'entre deux guerres.

- Chapelle Notre-Dame-de-la-Miséricorde. Bâtie au XVIIIe siècle, au centre du village, elle est reconstruite en 1855. De nouveau réédifiée après la Première Guerre mondiale, une fresque décore alors son plafond[33].

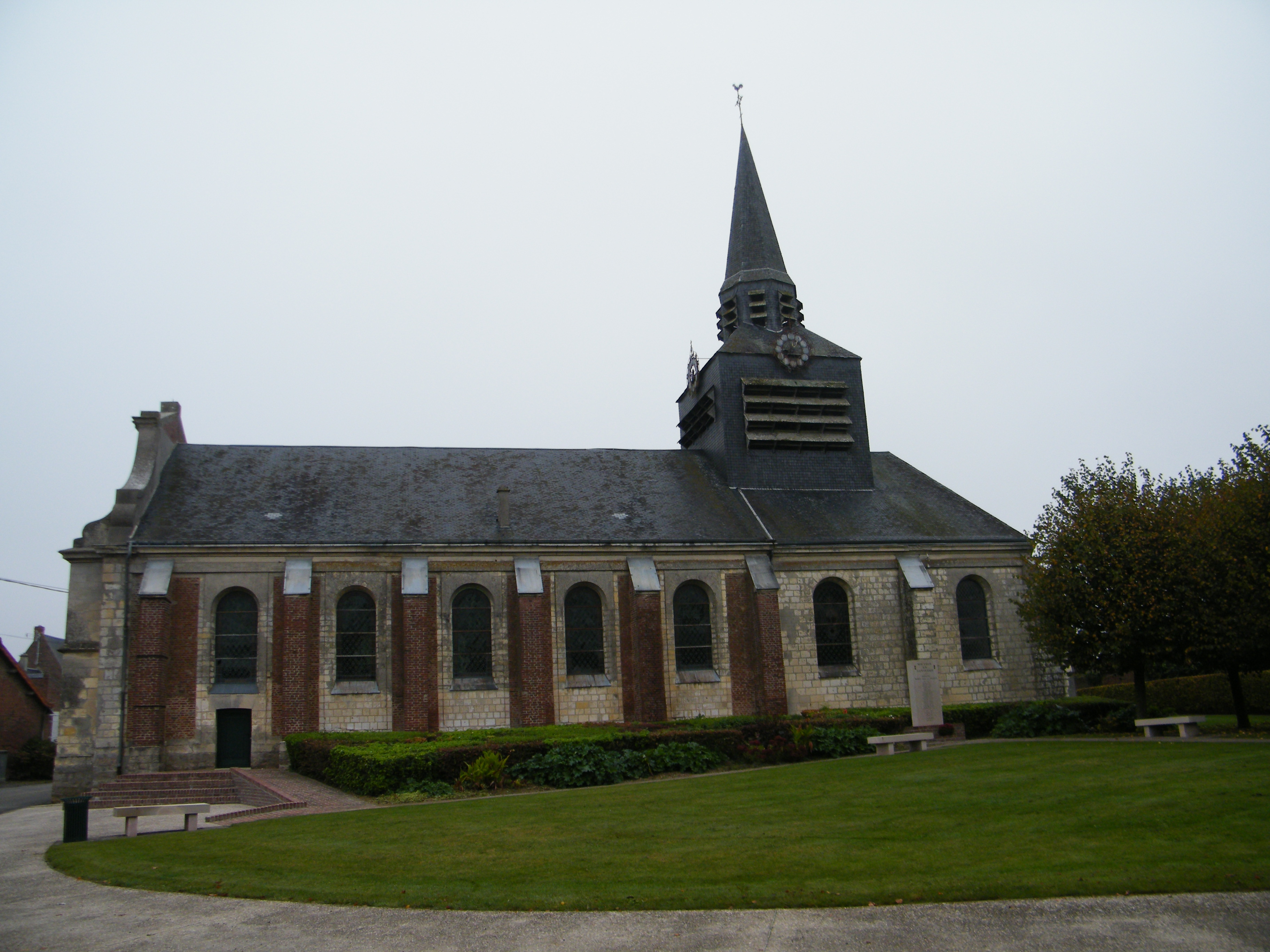
L'église Saint-Martin.
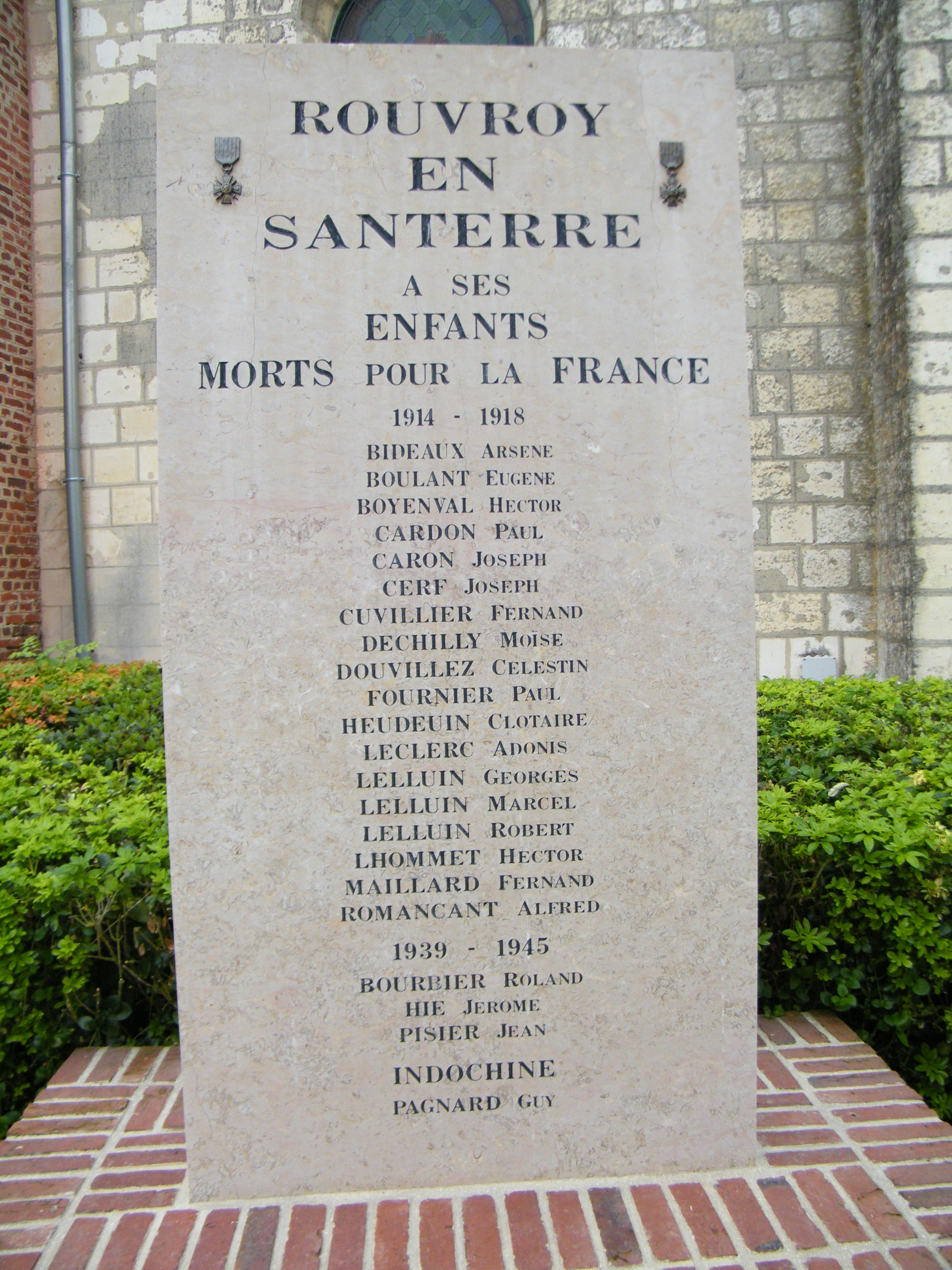
Aux morts pour la France.
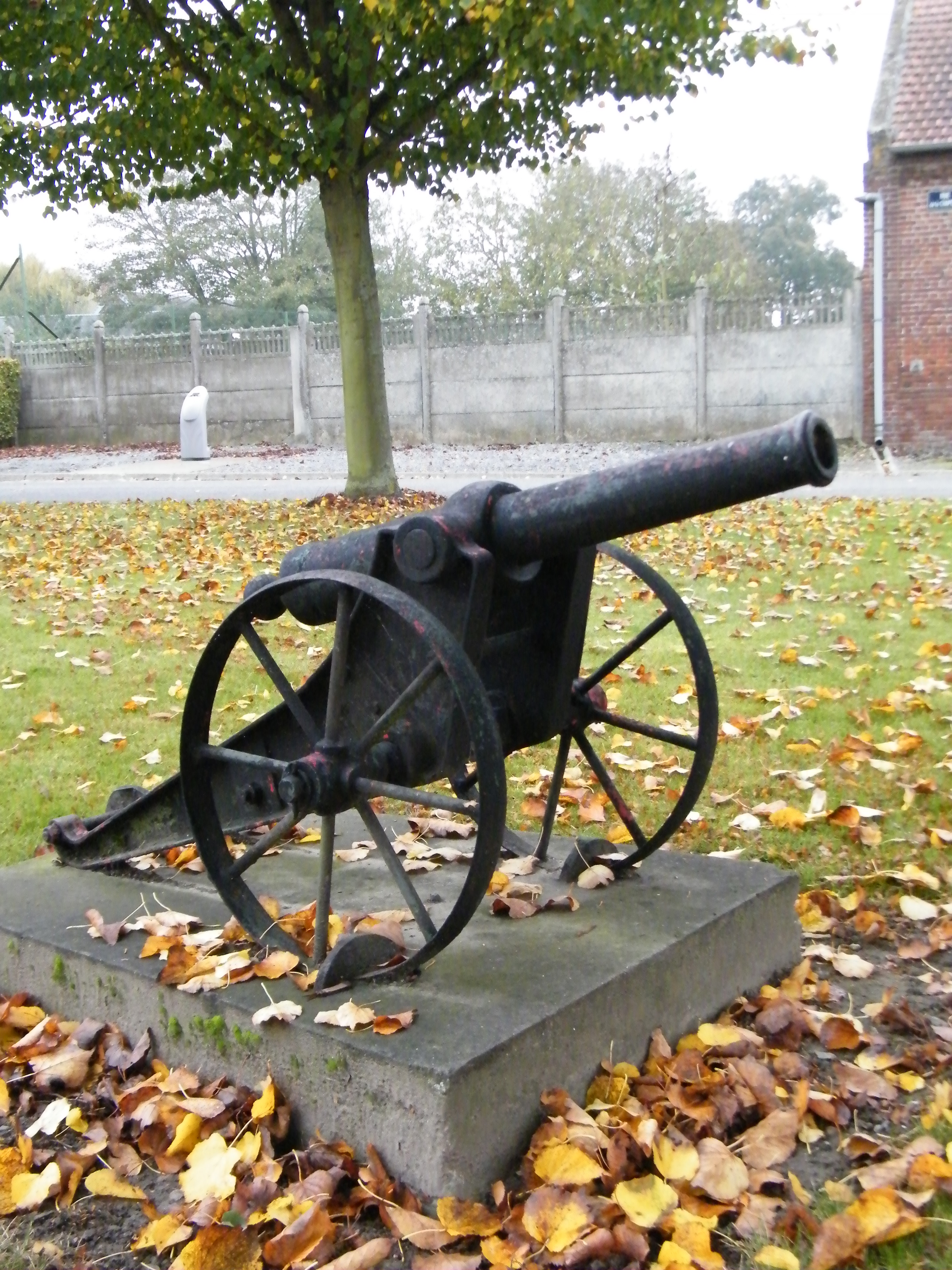
Souvenir de conflits.

### Héraldique
| Blason de Rouvroy-en-Santerre | Blason  | De sable à la croix d'argent chargée de cinq coquilles de gueules. |
| Blason de Rouvroy-en-Santerre | Détails | Le statut officiel du blason reste à déterminer.                   |